# Tino Livramento
Valentino Francisco Livramento (Croydon, 12 de novembro de 2002) é um futebolista inglês que atua como lateral-direito. Atualmente, joga pelo Newcastle.

## Vida pregressa
Nascido em Croydon, Livramento tem ascendência escocesa pelo lado materno e português pelo lado paterno. ingressou no Chelsea no escalão sub-9 do clube local Roundshaw. No Roundhsaw, ele jogou como atacante. Crescendo, ele era adepto do Chelsea.

## Carreira no clube

### Chelsea
Ele foi nomeado jogador do ano da academia do Chelsea para a temporada 2020-21. Perto do final da temporada, Livramento jogou no banco em jogos da Premier League contra Manchester City e Arsenal.
Em julho de 2021, as negociações contratuais entre Chelsea e Livramento estagnaram, com rumores de que o lateral deveria deixar o clube. Ele teria sido objeto de interesse de uma série de clubes ingleses, incluindo os rivais South Coast Southampton e Brighton & Hove Albion, bem como AC Milan e RB Leipzig .

### Southampton
Não tendo conseguido chegar a um acordo com o Chelsea, o Livramento assinou com o Southampton em agosto de 2021, com uma cláusula de recompra de £ 25 milhões incluída. Em 14 de agosto de 2021, o Livramento fez sua primeira aparição na Premier League pelo Southampton em uma derrota por 3 a 1 para o Everton. Em 23 de outubro de 2021, Livramento marcou seu primeiro gol profissional no empate por 2 a 2 do Southampton com o Burnley.

## Carreira internacional
Apesar de Livramento representar a Inglaterra nas categorias de base até o escalão Sub-21, ele também é elegível para jogar pelas seleções nacionais da Escócia e de Portugal por sua mãe ser escocesa e seu pai português.
A 27 de agosto de 2021, o Livramento recebeu a sua primeira convocação para os Sub-21 da Inglaterra. Em 7 de setembro de 2021, ele fez sua estreia na Inglaterra Sub-21 durante a vitória por 2 a 0 na qualificação para o Campeonato da Europa de Sub-21 de 2023 sobre o Kosovo Sub-21 no Estádio MK.
- Jogador do Ano da Chelsea Academy : 2020–21[18]

## Títulos
Newcastle
- Copa da Liga Inglesa: 2024–25